# Talk Is Cheap
Talk Is Cheap es el primer álbum de estudio del músico británico Keith Richards, publicado por la compañía discográfica Virgin Records en octubre de 1988. Su lanzamiento, que coincidió con una etapa de alejamiento con Mick Jagger, recibió en general críticas positivas de la prensa musical.

## Historia
La relación entre Jagger y Richards se había deteriorado durante la tercera década de existencia de The Rolling Stones al comenzar a diferir en la dirección musical del grupo: mientras Jagger quería seguir las tendencias y mantener una imagen actual del grupo, Richards prefería preservar su reputación y raíces. Cuando Jagger se mostró más interesado en su carrera en solitario en lugar de salir de gira tras grabar Dirty Work, Richards comenzó también a trabajar en su primer disco en solitario.
Para ello, Richards se unió a Steve Jordan, que había trabajado en Dirty Work, y la pareja escribió varias canciones nuevas, una de las cuales, «Almost Hear You Sigh» apareció en el álbum de The Rolling Stones Steel Wheels de 1989. 
La grabación de Talk Is Cheap comenzó en agosto de 1987 en Le Studio de Quebec y continuó esporádicamente hasta el mes de mayo de 1988 con grabaciones en Montserrat y Bermuda. Con el fin de reafirmar su independencia, Richards firmó un contrato discográfico con Virgin, mientras el grupo mantenía su vínculo con Sony Music.
El núcleo del grupo de Richards, llamado The X-Pensive Winos, incluyó a Waddy Wachtel, Ivan Neville, Charley Drayton y Steve Jordan, con artistas invitados que participaron en la grabación como Sarah Dash, Bootsy Collins, Maceo Parker, the Memphis Horns y Patti Scialfa. El único miembro de los Stones que participó de la grabación fue Mick Taylor. Durante las sesiones, Richards grabó también canciones descartadas como «Struggle» y dos improvisaciones, «She Put the Mark On Me» (de catorce minutos) y «Breakin'» (de doce).
«Make No Mistake» apareció más tarde en un episodio de The Sopranos y en el álbum de la banda sonora de la serie The Sopranos: Peppers & Eggs: Music from the HBO Original Series

## Recepción
Tras su publicación, Talk Is Cheap obtuvo buenas reseñas de la prensa musical y alcanzó el puesto 37 en la lista británica de discos más vendidos y el 24 en la lista estadounidense Billboard 200, donde fue certificado disco de oro.

## Lista de canciones
Todas las canciones compuestas por Keith Richards y Steve Jordan.
Cara A
1. «Big Enough» – 3:17
2. «Take It So Hard» – 3:11
3. «Struggle» – 4:10
4. «I Could Have Stood You Up» – 3:12
5. «Make No Mistake» – 4:53
6. «You Don't Move Me» – 4:48

Cara B
1. «How I Wish» – 3:32
2. «Rockawhile» – 4:38
3. «Whip It Up» – 4:01
4. «Locked Away» – 5:48
5. «It Means a Lot» – 5:22

## Personal
The X-Pensive Winos
- Keith Richards: voz y guitarra.
- Steve Jordan: batería, percusión y coros. Bajo en «Take It So Hard».
- Sarah Dash: coros.
- Charley Drayton: bajo. Batería en «Take It So Hard».
- Ivan Neville: piano, teclados.
- Bobby Keys: saxofón tenor en «I Could Have Stood You Up» y «Whip It Up».
- Waddy Wachtel: guitarra acústica, guitarra eléctrica y guitarra slide.

Músicos adicionales
- Bootsy Collins: bajo en «Big Enough».
- Michael Doucet: violín en «Locked Away».
- Stanley "Buckwheat" Dural: acordeón en «You Don't Move Me», «Rockawhile» y «Locked Away».
- Johnnie Johnson: piano en «I Could Have Stood You Up».
- Chuck Leavell: órgano en «I Could Have Stood You Up».
- Maceo Parker: saxofón alto en «Big Enough».
- Joey Spampinato: bajo en «I Could Have Stood You Up» y «Rockawhile».
- Mick Taylor: guitarra en «I Could Have Stood You Up».
- Bernie Worrell: órgano en «Big Enough» y «You Don't Move Me», clavinet en «Make No Mistake» y «Rockawhile».
- Jimmi Kinnard: bajo en «Make No Mistake».
- Patti Scialfa: coros.
- Willie Mitchell: arreglos de vientos
- The Memphis Horns: sección de vientos.

## Posición en listas
| País           | Lista           | Posición |
| -------------- | --------------- | -------- |
| Estados Unidos | Billboard 200   | 24       |
| Reino Unido    | UK Albums Chart | 37       |

| Sencillo            | País           | Lista                  | Posición |
| ------------------- | -------------- | ---------------------- | -------- |
| «Take It So Hard»   | Estados Unidos | Mainstream Rock Tracks | 3        |
| «Struggle»          | Estados Unidos | Mainstream Rock Tracks | 18       |
| «You Don't Move Me» | Estados Unidos | Mainstream Rock Tracks | 47       |

## Certificaciones
| País           | Organismo certificador | Certificación | Ventas certificadas | Ref.  |
| -------------- | ---------------------- | ------------- | ------------------- | ----- |
| Estados Unidos | RIAA                   | Oro           | 500 000             | [ 1 ] |